# We Might as Well Be Strangers
"We Might as Well Be Strangers" é um CD single lançado em 2005 pelo grupo britânico Keane com remixes de DJ Shadow. A música original aparece no terceiro da banda Hopes and Fears.

## Faixas
1. "We Might as Well Be Strangers" (DJ Shadow Remix) - 3:12
2. "We Might as Well Be Strangers" (DJ Shadow Remix Instrumental) - 3:37